# Regions estadístiques de Sèrbia
Les regions estadístiques de Sèrbia són subdivisions administratives creades amb el propòsit de recollir dades estadístiques segons la Nomenclatura de les Unitats Territorials Estadístiques.

Mapa de les regions estadístiques usat pel govern serbi

L'Assemblea Nacional de Sèrbia va redactar un esborrany de la Llei d'Igualtat del Desenvolupament Territorial l'any 2009 que definia 7 regions estadístiques. La llei va ser esmenada el 2010, reduint el nombre de regions de les 7 originals a 5. La regió oriental es va fusionar amb la regió meridional, i Šumadija es fa fusionar amb la regió occidental. Així, van quedar les següents regions estadístiques:
- Voivodina
- Belgrad
- Šumadija i Sèrbia Occidental
- Sèrbia Meridional i Oriental
- Kosovo i Metohija

Kosovo va declarar unilateralment la seva independència l'any 2008 (vegeu notes).